# Castells del desert
L'expressió  castells del desert  engloba una vintena de petits castells, palaus, caravanserralls i fins i tot hammams repartits pel desert oriental de Jordània. La majoria estan situats a l'est i al sud d'Amman.

## Història
Els castells van ser construïts entre els segles vii i viii, sobretot entre els anys 660 i 750, sota els califes de la dinastia omeia, que van fer de Damasc la seva capital el 661. La majoria dels castells es troben a l'antiga ruta entre Medina i Kufa. El terme  Qasr  que es col·loca davant de tots ells fa referència a una obra fortificada. En anglès,  qasr  es tradueix com a castell, en català,  al qasr  es va convertir en alcàsser, encara que a l'Extrem Orient se sol aplicar a l'inrevés:  qasr al . En l'època omeia (al segle VIII), a l'orient mitjà,  qasr , en àrab, servia per a denominar una residència del sobirà lluny de la ciutat.  Qusair  o  qusayr , per la seva banda, és el diminutiu i pot traduir-se com palauet.

## Funció
La funció dels  qasr  al llarg del temps, no ha estat encara determinada, tot i que s'ha suggerit que podien haver estat en part defensius, en part graners i en part centres comercials. Es creu que van ser primer palaus fortificats on els sobirans passaven temporades allunyats de la ciutat i consagrats a la pràctica de l'agricultura, però també lloc de trobada dels beduïns (entre ells o amb el governador omeia), i caravanserralls, és a dir, albergs o refugi de les caravanes de camells. En el cas de Amra i Kharana, podien haver estat construïts com a llocs de descans a la ruta de la Meca.
Els castells també són representatius de l'art islàmic primitiu i de l'arquitectura islàmica.

## Castells
Moltes de les seves construccions es troben actualment destruïdes. Entre els més ben conservats destaquen:
- Qasr al-Qastal , a uns 25 km al sud d'Amman
- Qasr al-Muwaqqar , a uns 30 km al sud d'Amman
- Qusair Mushatta , a uns 35 km al sud-est d'Amman
- Qasr Hammam As Sarah , a uns 55 km al nord-est d'Amman
- Qasr al-Hallabat , a uns 60 km al nord-est d'Amman
- Qasr Kharana , a uns 65 km a l'est d'Amman
- Qusair Amra , a uns 85 km a l'est d'Amman
- Qasr Tuba , a uns 95 km al sud-est d'Amman
- Qasr Al Azraq , a uns 100 km a l'est d'Amman

## Nota
1. ↑  Jenny Walker; Matthew D. Firestone. Jordan.  Lonely Planet, 1 maig 2009, p. 149–. ISBN 9781741047387 [Consulta: 30 abril 2011].